# Frank Fetter
Frank Albert Fetter (8 de marzo de 1863 – 21 de marzo de 1949) fue un economista estadounidense de la Escuela Austriaca. El tratado de Fetter, Los principios de la economía, contribuyó a un mayor interés estadounidense en la Escuela Austriaca, incluidas las teorías de Eugen von Böhm-Bawerk, Friedrich von Wieser, Ludwig von Mises y Friedrich Hayek.
Fetter debatió notablemente con Alfred Marshall, presentando una revaluación teórica de la tierra como capital. Se ha atribuido a los argumentos de Fetter el haber impulsado a los economistas convencionales a abandonar la idea georgista de "que la tierra es un factor de producción único y, por tanto, que existe una necesidad especial de una teoría especial de la renta del suelo...". En la teoría del valor subjetivo, Fetter enfatizó la importancia de la preferencia temporal y rechazó a Irving Fisher por abandonar la teoría del interés de preferencia temporal pura que Fisher había defendido anteriormente en su libro de 1907, La tasa de interés.

## Primeros años y educación
Frank Fetter nació en Peru, Indiana en una familia cuáquera durante el apogeo de la Guerra Civil estadounidense. Fetter demostró ser un estudiante capaz en su juventud, como lo prueba su aceptación en la Universidad de Indiana en 1879 cuando solo tenía dieciséis años. En Indiana, se unió a la Fraternidad Phi Kappa Psi. Fetter estaba en camino de graduarse con la clase de 1883, pero dejó la universidad para dirigir la librería de su familia cuando se enteró del deterioro de la salud de su padre. Trabajar en la librería le ofreció al joven la oportunidad de familiarizarse con algunas de las ideas económicas que luego resultarían formativas. La principal de las influencias intelectuales que encontró Fetter en ese momento fue Progreso y pobreza de Henry George (1879).
Después de ocho años, Fetter regresó a la academia y finalmente completó su B.A. en 1891. En 1892, Jeremiah W. Jenks, que había dictado clases a Fetter en la Universidad de Indiana, adquirió un puesto de profesor en la Universidad Cornell en la nueva President White School of History and Political Science y, posteriormente, obtuvo una beca para Fetter en esa institución. Fetter completó su Maestría en Filosofía el mismo año. Jenks luego convenció a Fetter para que estudiara, como había hecho el propio Jenks, con Johannes Conrad en la Sorbona de París, Francia. Fetter obtuvo su Ph.D. en 1894 de la Universidad de Halle en Alemania, donde escribió su tesis doctoral, una crítica de la teoría de la población maltusiana.

## Vida profesional

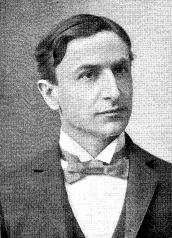
Frank Fetter cuando era joven, fotografiado en The American Economic Review.

Después de obtener su doctorado, Fetter aceptó un puesto de profesor en Cornell, pero lo dejó rápidamente después de que le ofrecieran un puesto como profesor en la Universidad de Indiana. En 1898, la Universidad de Stanford lo alejó de Indiana, pero Fetter renunció a Stanford tres años más tarde por una disputa sobre la libertad académica. Después de dejar Stanford en 1901, Fetter regresó a Cornell, donde permaneció diez años. En 1911, se encontró nuevamente en transición profesional, aceptando el puesto de presidente en un departamento interdisciplinario de la Universidad de Princeton que incorporó historia, política y economía. Fetter fue el primer presidente del Departamento de Economía e Instituciones Sociales de la Universidad de Princeton.
A pesar de su proximidad ideológica y su relación personal con eminentes economistas de la escuela austriaca como Eugen von Böhm-Bawerk y Friedrich von Wieser, así como sus críticas favorables de obras de Ludwig von Mises y F. A. Hayek, Fetter se refirió a sí mismo, a Thorstein Veblen y a Herbert. J. Davenport, más específicamente, como miembros de la "Escuela Psicológica Estadounidense". La denominación "Escuela Psicológica" ahora se considera generalmente sinónimo de "Escuela Austriaca".
Fetter era un acérrimo oponente del plan de Franklin D. Roosevelt para poner fin al patrón oro y trabajó con otros economistas para presionar contra el cambio a una moneda fiduciaria. Como una indicación del papel de Fetter en estos esfuerzos,

En enero de 1933, se envió una carta al presidente electo, instándolo no sólo a reducir las barreras arancelarias para reactivar el comercio internacional, sino también a mantener el patrón oro "sin vacilar". La carta fue firmada por varios economistas "tradicionales" prominentes, encabezados por el "austriaco" estadounidense Frank A. Fetter, de Princeton.

## Contribuciones teóricas en economía

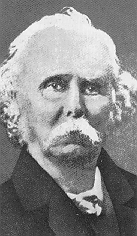
Alfred Marshall (1842–1924)

### Tierra como capital
Fetter participó en un notable debate con el economista inglés Alfred Marshall, tanto a través de sus Principios de Economía de 1904 como de varios artículos de revistas de la Asociación Estadounidense de Economía y del Quarterly Journal of Economics. Él impugnó la posición de Marshall de que la tierra es teóricamente distinta del capital. Fetter argumentó que tal distinción no era práctica, afirmando que,

La noción de que es una cuestión simple distinguir entre el rendimiento de los agentes naturales y el de las mejoras es fantasiosa y confusa.... La clasificación objetiva de la tierra y el capital como agentes naturales y artificiales es una tarea que siempre debe trascender el poder humano de discriminación.

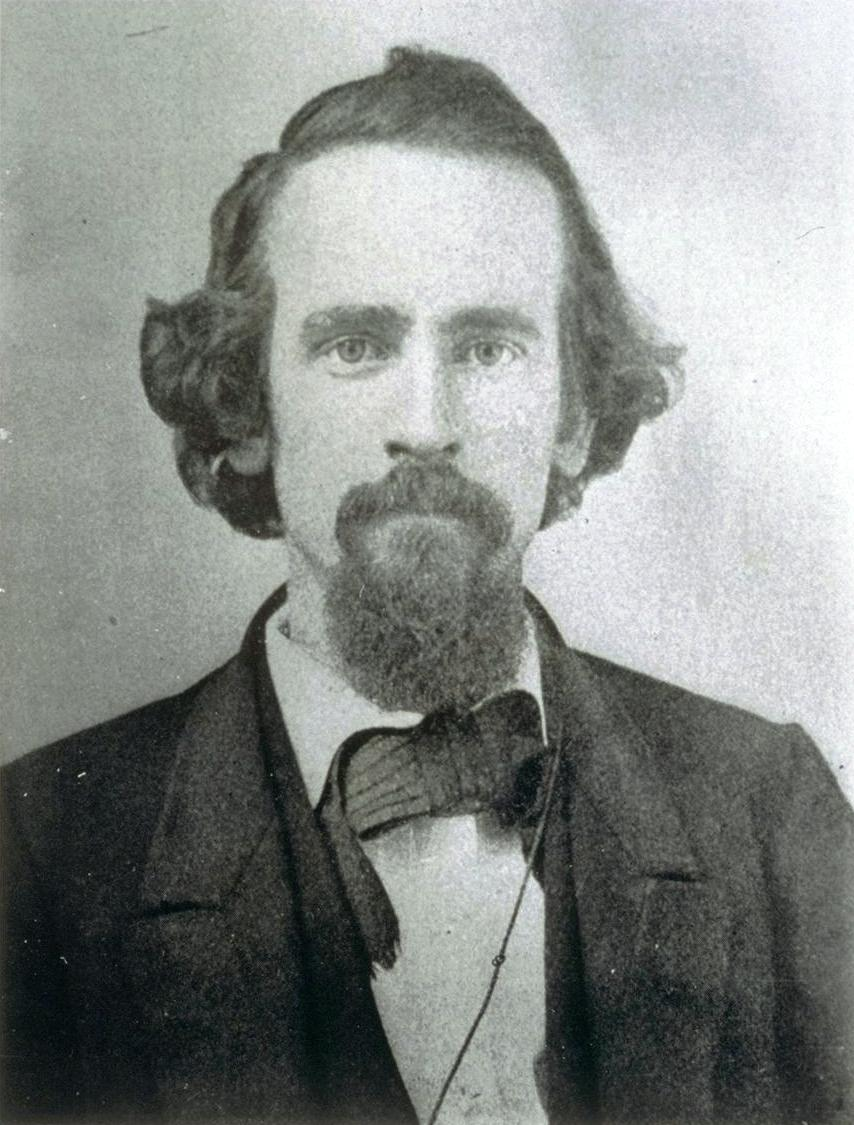
Henry George (1839–1897)

La posición de Fetter sobre este tema lo llevó aún más a oponerse a ideas georgistas como el Impuesto sobre Bienes Inmuebles. Mark Blaug, un especialista en la historia del pensamiento económico, atribuye a Fetter y John Bates Clark el haber influido en los economistas convencionales para que abandonaran la idea "de que la tierra es un factor de producción único y, por tanto, que existe una necesidad especial de una teoría especial de la renta del suelo.... Esta es de hecho la base de todos los ataques a Henry George por parte de los economistas contemporáneos y ciertamente la razón fundamental por la que los economistas profesionales lo ignoraron cada vez más".

### Aplicaciones de la teoría del valor subjetivo
Fetter creía en la teoría del valor subjetivo y, por lo tanto, apoyaba una teoría del interés de preferencia temporal pura. Richard Ebeling escribió que Fetter "construyó una teoría consistente del valor, precio, costo y producción en el contexto de enfatizar el elemento de valoración del tiempo en todas las opciones de consumo y producción". Según Jeffrey Herbener, Fetter afirmó que "solo como el precio de cada bien de consumo se determina únicamente por el valor subjetivo, la tasa de interés se determina únicamente por la preferencia temporal".
Asimismo, explica Herbener, esto llevó a Fetter a concluir también que "el precio de alquiler de cada bien de producción se le imputa por la demanda empresarial y es igual a su producto de valor marginal descontado. El valor de capital de cada bien duradero es igual al valor descontado de sus rentas futuras". La contribución de Fetter a la tradición subjetivista austriaca, entonces, es que él "mostró cómo esta teoría uniforme y subjetiva del valor implica la desaparición de las teorías socialistas de la explotación laboral, las teorías ricardianas de la renta y las teorías de interés de la productividad".

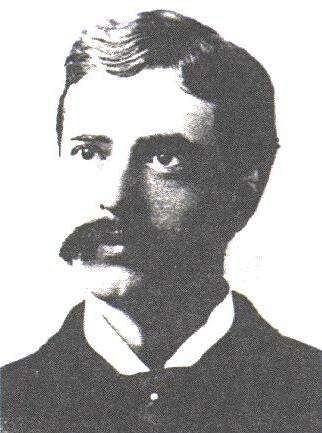
Irving Fisher (1867–1947)

### Críticas a la teoría del interés de Fisher
En "Teorías del interés, antiguas y nuevas" (1914), Fetter criticó a Irving Fisher por abandonar la teoría del interés de preferencia temporal pura que Fisher había defendido anteriormente en su libro de 1907, La tasa de interés, un tomo que había influido mucho en Fetter. Como cuenta Murray Rothbard, tras una revisión más detallada del trabajo anterior de Fisher,

...Fetter descubrió que las semillas del error estaban en la publicación de Fisher de 1907. Fisher había declarado que las valoraciones de los bienes presentes y futuros implican una tasa de interés monetaria preexistente, lo que sugiere que una explicación de la preferencia temporal pura del interés implica un razonamiento circular. A modo de contraste, y en el curso de explicar su propia teoría del interés de preferencia temporal pura o de "capitalización", Fetter demostró que la valoración temporal es un requisito previo para la determinación de la tasa de interés de mercado.

## Recepción en academia
En 1909, a la edad de cuarenta y seis años, Fetter recibió un LL.D. honorario. de la Universidad Colgate, y fue nombrado presidente de la American Economic Association en 1913. Los títulos de doctorado honoris causa adicionales fueron otorgados a Fetter por el Occidental College en 1930 y la Universidad de Indiana en 1934. Fue miembro de la Academia Estadounidense de las Artes y las Ciencias y miembro de la Sociedad Filosófica Estadounidense. En 1927, la Sociedad Económica Austriaca le concedió la Medalla Karl Menger.
El tratado de Fetter, Los principios de la economía (1904), ha sido descrito por Herbener como "insuperable hasta el tratado de Ludwig von Mises de 1940, Nationaloekonomie". En el prefacio de Rothbard a la edición de 1977 de Capital, interés y renta de Fetter, señala que fue presentado por primera vez al trabajo de Fetter a través de una cita en La acción humana de Mises y describe los puntos de vista de Fetter sobre el interés y la renta como "austriacos" e influyentes en sus propios puntos de vista.

...mientras leía la obra de Fetter mientras escribía mi Hombre, economía y Estado... Me sorprendió la brillantez y la coherencia de su teoría integrada de la distribución y el descuido de Fetter en las historias actuales del pensamiento económico, incluso por aquellos que están orientados a Austria. Porque la teoría sistemática de Fetter, aunque desafiante y original (particularmente sus teorías del interés y la renta), estaba enfáticamente en la tradición escolar austriaca.

Tras la muerte de Fetter en 1949, J. Douglas Brown, quien más tarde sería nombrado Rector de la Universidad de Princeton, escribió un "Memorial" a Fetter para la American Economic Review. Abrió el homenaje con el anuncio de que "con la muerte de Frank Albert Fetter la gran compañía de economistas estadounidenses ha sufrido una pérdida irreparable".

## Libros
- Versuch einer Bevolkerungslehre ausgehen von einer Kritic des Malthus'schen Bevolkerungsprincips (Traducción: "Un ensayo sobre la doctrina de la población basado en una crítica de los principios de población de Malthus"). Jena: Gustav Fischer, 1894.
- The Principles of Economics.  New York: The Century Co., 1905
- Source Book in Economics. New York: The Century Company., 1912.
- Economics, Volume 1: Economic Principles.  New York: The Century Co., 1915.
- Manual of References and Exercises in Economics for Use with, Vol. 1: Economic Principles. New York: The Century Co., 1916.
- Economics, Vol. 2: Modern Economic Problems.  New York: The Century Co., 1916. Revised 2nd edition, 1922.
- Manual of References and Exercises in Economics for Use with, Vol. 2: Modern Economics. New York: The Century Co., 1917.
- Masquerade of Monopoly. New York: Harcourt, Brace & Co., 1931.
- Capital, Interest and Rent: Essays in the theory of distribution.  Institute for Humane Studies. Kansas City: Sheed Andrews and McMeel, Inc., 1977.

## Artículos
- "Recent Discussion of the Capital Concept Archivado el 5 de febrero de 2012 en Wayback Machine." de Frank A. Fetter, Quarterly Journal of Economics, (1900)